# Douze études dans tous les tons mineurs
Les Douze études dans les tons mineurs de Charles-Valentin Alkan est un recueil d'études pour piano publiées en 1857.

## Concerto pour piano seul

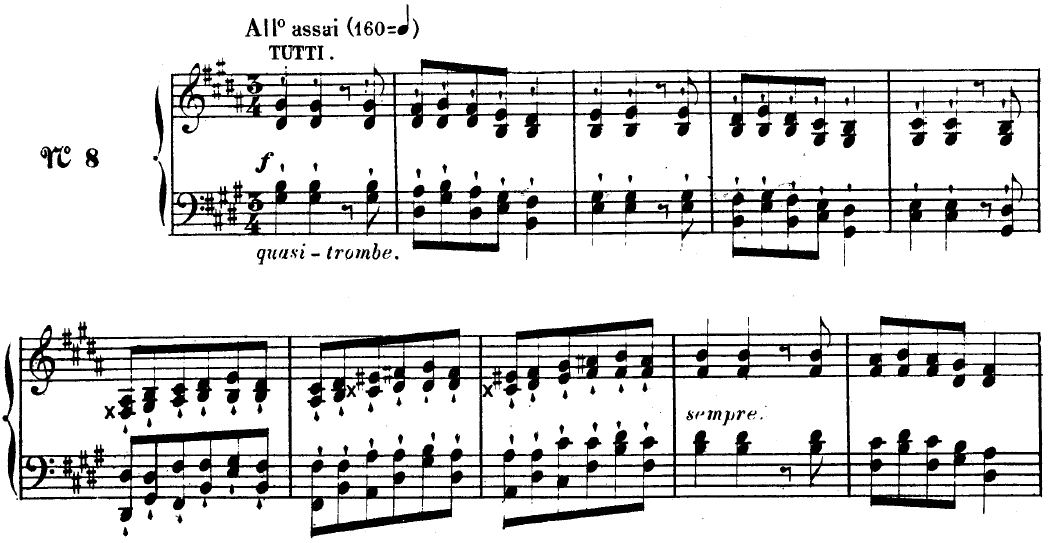
Partition.

Le Concerto pour piano seul correspond aux études nos 8 à 10. Elles font partie des œuvres les plus difficiles du répertoire pianistique. Cette œuvre se compose de trois mouvements :
- 1er mouvement : allegro assai - allegro con brio ;
- 2e mouvement : adagio ;
- 3e mouvement : allegretto alla barbaresca.

Sur le plan tonal, le concerto commence en sol dièse mineur et se termine en fa dièse majeur, avec des changements de tonalités incessants, ce qui ne rend que plus difficile la mémorisation de cette œuvre de près de cinquante minutes, soit environ cent vingt pages. Cependant, Alkan, certainement conscient de la monstruosité de cette pièce, a autorisé un raccourci de 40 pages. En effet, à la page 18 du 1er mouvement, une note de l'auteur invite l'interprète, s'il le souhaite, à sauter une section de quarante pages.

## Orchestration
Le premier mouvement du Concerto a été orchestré par Karl Klindworth en 1872 (le manuscrit se trouve maintenant dans la bibliothèque du Royal College of Music à Londres) et il semble qu'il ait été présenté à Alkan peu avant sa mort. Klindworth produisit une deuxième version, qui fut interprétée à Berlin en 1902 sous la direction de Klindworth et du soliste José Vianna da Motta, auquel cette version avait été dédiée. La version orchestrée prend une grande liberté par rapport à l'original, avec de nombreux passages élargis, tronqués ou modifiés. D'autres tentatives d'orchestration du Concerto ont été faites par Élie-Miriam Delaborde, probable fils d'Alkan, et le compositeur américain Mark Starr.

## Représentation et discographie
La première exécution complète a été réalisée par Egon Petri en 1939. Il existe maintenant un certain nombre d'enregistrements de l'œuvre ; parmi les plus notables, on peut citer ceux de Marc-André Hamelin, Ronald Smith, Jack Gibbons, John Odgon, Stéphanie Elbaz, Vincenzo Maltempo (en) et Schaghajegh Nosrati.